# Caligula boisduvalii
Caligula boisduvalii är en fjärilsart som beskrevs av Eduard Friedrich Eversmann 1847. Caligula boisduvalii ingår i släktet Caligula och familjen påfågelsspinnare. Inga underarter finns listade i Catalogue of Life.

## Bildgalleri

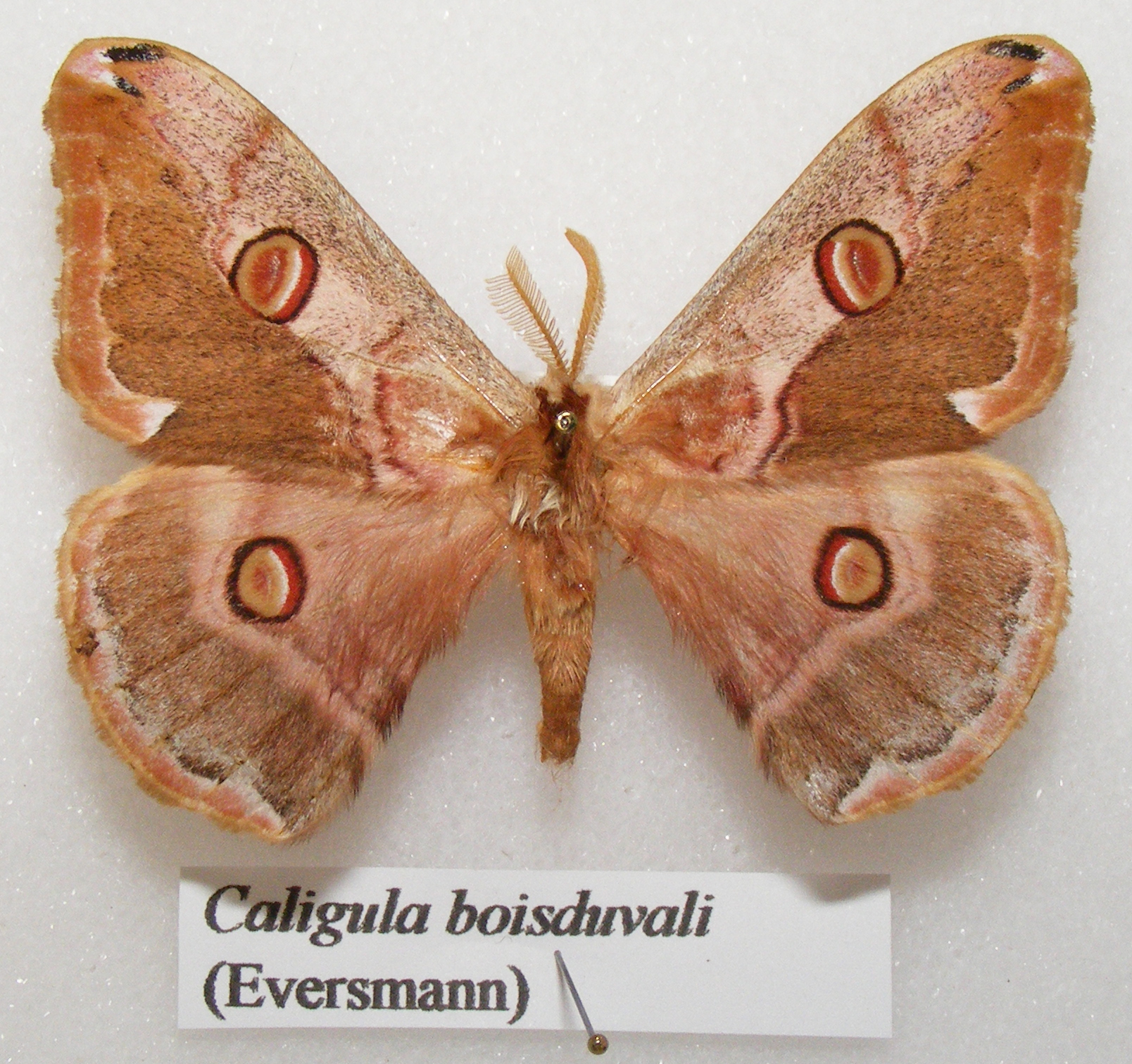